# Polypogon mollis
Polypogon mollis är en gräsart som först beskrevs av Louis Marie Aubert Du Petit-Thouars, och fick sitt nu gällande namn av Charles Edward Hubbard och E.W.Groves. Polypogon mollis ingår i släktet skäggrässläktet, och familjen gräs. Inga underarter finns listade i Catalogue of Life.